# أوساسونا كانتيرا
كانتيرا [الإنجليزية] (بالإسبانية: quarry)‏ يعد المعقل الخاص بنادي كرة القدم الإسباني المحترف أوساسونا بمثابة أكاديمية الشباب للمنظمة، والتي تعمل على تطوير اللاعبين منذ الطفولة وحتى دمج أفضل المواهب في فرق الكبار.
الفئة الأخيرة ضمن هيكل الشباب هي فريق جوفينيل أ تحت 18/19 عامًا والذي يمثل النادي في المسابقات الوطنية. ينتقل الخريجون الناجحون عادةً إلى فريق النادي التابع للاعبين الأصغر سنًا، سي دي سوبيزا (سابقًا سي دي إيرونيا)، أو إلى فريق الاحتياطي، أوساسونا ب والذي يعتبر أيضًا جزءًا من الكانتيرا نظرًا لكونه مراحل في التقدم نحو الفريق الأول، على الرغم من المنافسة في نظام الدوري للبالغين.
تقع الأكاديمية في مجمع تدريب النادي، تاجونار، وهو غالبًا المجاز المستخدم للإشارة إلى النظام نفسه.

## الخلفية
تولي أندية كرة القدم الكبرى في الدوريات الإسبانية أهمية كبيرة لتطوير مراكزها للترويج للاعبين من الداخل أو بيعهم لأندية أخرى كمصدر للإيرادات، ولا يشكل نادي أوساسونا استثناءً. وتركز شبكة تجنيد الشباب التابعة للنادي في المقام الأول حول منطقته الأصلية في نبرة، وهناك اتفاقيات تعاون قائمة مع الأندية الصغيرة في المنطقة.
يبلغ عدد سكان نبرة 640 ألف نسمة فقط، وهي منطقة جذب صغيرة لنادي كرة قدم نخبوي، بالإضافة إلى ذلك يواجه أوساسونا معركة للحصول على بعض اللاعبين الشباب الموهوبين في المنطقة بسبب وجود أثلتيك بلباو، الذي تشمل سياسته في تجنيد اللاعبين الباسكيين فقط نبرة في تعريفه. في التسعينيات والعقد الأول من القرن الحادي والعشرين، قام العديد من اللاعبين البارزين بالرحلة مباشرة من بامبلونا إلى بلباو، بما في ذلك زيغاندا ولارينزار ولاكروز وتيكو وأوربايز وخافي مارتينيز وديفيد لوبيز ومونيوز، بينما انتقل آخرون مثل غويكوتشيا وخوسيه ماريا وإزكويرو من أوساسونا إلى أتليتيك عبر أندية أخرى. تمتلك منظمة بسكاية فريقًا تابعًا (يو دي سي تكسانترا) في بنبلونة، والعديد من اللاعبين الواعدين الذين كان من المحتمل أن ينضموا إلى أوساسونا، أقرب نادٍ كبير إلى بلداتهم الأصلية (مثل إيرايزوز، وجوربيغي، ويورينتي، وسان خوسيه، ومونياين) تم تجنيدهم من قبل أتليتيك بدلاً من ذلك. أدى هذا الموقف من التوظيف العدواني المتزايد إلى تعزيز العلاقة المتوترة بين الناديين، ويمكن القول إنها كانت أكثر توتراً من أي معارك على أرض الملعب.
بعد فترة في أواخر العقد الأول من القرن الحادي والعشرين، لم ينضم خلالها إلى فريق أوساسونا سوى عدد قليل من خريجي الأكاديمية الجدد بينما وصل أتليتيك إلى نهائي أوروبي بفريق مليء بنافاروس، انعكس الاتجاه: أتاح هبوط أوساسونا من الدوري الإسباني في عام 2014 فرصة للعديد من لاعبي الأكاديمية للاندماج في الفريق في أجواء أقل كثافة في الدرجة الثانية، ولعبوا دورًا في عودة النادي إلى المستوى الأعلى في عام 2016. وفي الوقت نفسه، لم يجند أتليتيك أي لاعبين شباب آخرين من نبرة في نفس الفترة، على الرغم من أن أمثال ويليامز وريميرو كانوا بالفعل في نادي بلباو. في أواخر العقد الأول من القرن الحادي والعشرين، بدأ فياريال أيضًا في القيام بـ«غارات» متكررة على أوساسونا، مما أغرى العديد من المراهقين الصغار للانضمام إلى إعدادهم، كما فعل برشلونة.
وفقًا لتقرير صدر عام 2016، كان لدى أوساسونا ما مجموعه 11 لاعبًا محليًا (وفقًا لإرشادات الاتحاد الأوروبي لكرة القدم، ثلاث سنوات من التدريب بين 15 و21 عامًا) لا يزالون في ناديهم التكويني، مع خمسة آخرين في أندية أخرى في جميع أنحاء أوروبا. بصفته ناديًا من مدينة صغيرة ذات موارد محدودة، فإن قدرة قسم الشباب على تدريب مثل هؤلاء اللاعبين المرغوبين (بالإضافة إلى توفير آخرين للفريق الأول) هي مصدر حيوي للدخل. رحيل أربعة من لاعبي الشباب السابقين، الذين أصبحوا جميعًا لاعبين دوليين إسبان – راؤول غارسيا، مونريال، خافي مارتينيز وأزبيليكويتا – أكسب أوساسونا 31 مليون يورو كرسوم انتقال؛ جلب الخامس والأخير من هؤلاء المغادرين، لاعب خط الوسط تحت 21 سنة ميكل ميرينو، 4 ملايين يورو أخرى.
في صيف عام 2017، أصبح أليكس بيرنجوير أحدث لاعب كرة قدم كانتيرانو ينتقل إلى الخارج مقابل رسوم كبيرة (5.5 مليون يورو)، وهي دفعة مالية مهمة في أعقاب هبوط آخر. كان أتليتيك بلباو مهتمًا ببيرينجير، لكن لم يتم الاتفاق على أي صفقة بسبب التنافس بين الناديين. في الوقت نفسه، حصل أتليتيك على توقيع خيسوس أريسو البالغ من العمر 18 عامًا من فريق شباب أوساسونا، ودفع مبلغ الشرط الجزائي المتواضع الخاص به، مما جعل من المستحيل على نادي بامبلونا رفض العرض؛ أدى هذا إلى قطع أوساسونا مؤقتًا للعلاقات مع جيرانهم في بلباو بسبب الانزعاج بسبب الطريقة غير المهذبة التي شعر مجلس إدارتهم بها أن العمل كان يُدار. وقع أتليتيك في النهاية مع بيرينجير بعد ثلاث سنوات، مما أدى إلى دفع مبلغ إضافي قدره 1.5 مليون يورو من تورينو إلى أوساسونا، تم إنشاؤه لعرقلة تقدمهم في نزاع أريسو في ذروته. كما تم استلام رسوم صغيرة أخرى فيما يتعلق بالإنجازات التي حققها أويهان سانست الذي انتقل إلى بلباو في عام 2015 كقاصر بموجب حرية العقد. في خطوة نادرة في الاتجاه المعاكس، تم الترحيب بأريسو مرة أخرى في أوساسونا في صيف عام 2021، ولا يزال يُنظر إليه على أنه احتمال جيد ولكن لم يستخدمه الفريق الأول لأتلتيك أبدًا وتم تجميده أيضًا في تشكيلة الاحتياطي بعد أن فشل هو والنادي في الاتفاق على الشروط التعاقدية.
وخلص تحليل آخر أجري عام 2016 إلى أن منطقة نبرة كانت الأكثر نجاحا في إسبانيا في إنتاج لاعبي كرة قدم من المستوى العالي لكل فرد من السكان (25 لاعبا، أي ما يعادل 39 لكل مليون نسمة) بفضل جهود كل من أوساسونا وأتلتيك بلباو في تجنيد وتطوير المواهب المحلية.

## المسابقات الوطنية
يلعب فريق جوفينيل أ في المجموعة الثانية من دوري الشرف للناشئين كمسابقة سنوية منتظمة. منافسوهم الرئيسيون في مجموعة الدوري هم أتليتيك بلباو وريال سوسيداد. يلعب فريق جوفينيل ب تحت 17 عامًا في الدوري الوطني للناشئين وهو القسم الأدنى من نفس الهيكل.
يشارك الفريق أيضًا من حين لآخر في بطولة كأس الأبطال وبطولة كأس الملك للشباب، والتي يعتمد التأهل إليها على المركز النهائي في المجموعة بالدوري. في هذه المسابقات الوطنية، يشمل المنافسون فرق الأكاديمية لبرشلونة وأتلتيكو مدريد وإشبيلية وريال مدريد.

## البطولات الدولية
من الممكن أن يشارك فريق أوساسونا جوفينيل في دوري شباب أوروبا، إما عن طريق الفوز بكأس الأبطال في الموسم السابق أو عن طريق تأهل الفريق الأول إلى مرحلة المجموعات في دوري أبطال أوروبا، ولكن حتى الآن لم يتحقق أي منهما.

## الهيكل
يتم إدخال نواة الأولاد من منطقة نافاري لأول مرة إلى فرق تاجونار فوتبول 8 في سن 10 سنوات تقريبًا ويتقدمون بفئة عمرية كل موسم من خلال مستويات إنفانتيل وكاديتي وجوفينيل. في الماضي، كان اللاعبون الذين يتم الاحتفاظ بهم بعد فترة جوفينيل أ (حوالي 17 عامًا) ينتقلون عادةً إلى فريق الاحتياطي أوساسونا ب (بروميسيس) لاكتساب الخبرة في دوري الكبار (مستوى الدوري الإسباني الدرجة الثانية ب في معظم السنوات). ومع ذلك، فإن بروميسيس هو فريق تحت 23 عامًا وقد يكون من الصعب على أصغر اللاعبين إحداث تأثير. تمتلك بعض الأندية الرائدة الأخرى في إسبانيا فريق احتياطي آخر أو نادٍ تابع في مستوى الدوري الإسباني الدرجة الثالثة الأدنى لسد هذه الفجوة (انظر فياريال ج/ريال سوسيداد ج/باسكونيا/إشبيلية ج)، وفي عام 2016 أبرم أوساسونا اتفاقية مع إيرونيا سي دي المحلي للوفاء بالدور. كان الهدف هو أن يقضي بعض خريجي أكاديمية الشباب موسمًا أو موسمين في إيرونيا قبل أن يتقدم الأفضل إلى أوساسونا بروميسيس، وبعد ذلك إلى الفريق الأول عندما يكونون مستعدين للقيام بذلك. في الممارسة العملية، أجبر هبوط بروميساس في 2017 –18 إيرونيا (الذي ضم فريقه جون مونكايولا في ذلك الموسم) على الهبوط إلى دوريات نافاري الإقليمية، دون المستوى الذي يُعتبر مفيدًا لتطوير خريجي الشباب. في عام 2020، تم التوصل إلى اتفاق جديد مع سي دي سوبيزا لهذا الغرض.

### المدربين الرئيسيين
غالبًا ما يكون المدربون لاعبين سابقين في نادي أوساسونا والذين تخرجوا من مدرسة تاجونار.
| التشكيلة  | العمر  | المدرب          | المستوى | الدوري                                |
| --------- | ------ | --------------- | ------- | ------------------------------------- |
| جوفينيل أ | 16 –18 | ديفيد جارسيا    | 1       | فرقة الشرف (الصف الثاني)              |
| جوفينيل ب | 16 –17 | إناكي مونوز     | 2       | الدوري الوطني (المجموعة السادسة عشرة) |
| كاديت أ   | 15 –16 | جوناثان أونانوا | 1       | رابطة النبرة للناشئين                 |
| كاديت ب   | 14 –15 | بابلو أوربايز   | 2       | طالب أول                              |

## الفريق الحالي (الناشئين أ)
آخر تحديث 1 مارس 2022.
ملاحظة: تشير الأعلام إلى المنتخب الوطني على النحو المحدد في قواعد الأهلية للفيفا. قد يحمل اللاعبون أكثر من جنسية واحدة غير تابعة للفيفا.
| الرقم | البلد   | المركز | اللاعب          |
| ----- | ------- | ------ | --------------- |
|       | إسبانيا | حارس   | أندير إيبانييز  |
|       | إسبانيا | حارس   | رافا فرنانديز   |
|       | إسبانيا | مدافع  | أسير بيريز      |
|       | إسبانيا | مدافع  | إيلوي غوني      |
|       | إسبانيا | مدافع  | إيناكي روبيريز  |
|       | إسبانيا | مدافع  | ماريو سالازار   |
|       | إسبانيا | مدافع  | جون فيرجارا     |
|       | إسبانيا | مدافع  | سيرجيو باسكوال  |
|       | إسبانيا | مدافع  | ميكيل أنسو      |
|       | إسبانيا | مدافع  | فيكتور سياوريس  |
|       | إسبانيا | وسط    | أسيير أوسامبيلا |
|       | إسبانيا | وسط    | إينيكو أوروز    |

| الرقم | البلد   | المركز | اللاعب            |
| ----- | ------- | ------ | ----------------- |
|       | إسبانيا | وسط    | إينيكو سييرا      |
|       | إسبانيا | وسط    | إيكر ليكونا       |
|       | إسبانيا | وسط    | خورخي هيرنانديز   |
|       | إسبانيا | وسط    | إيمانول بيلوكي    |
|       | إسبانيا | وسط    | لوكاس إيبانيز     |
|       | إسبانيا | وسط    | ميغيل أوريا       |
|       | إسبانيا | وسط    | ميغيل باسكال      |
|       | إسبانيا | مهاجم  | أليخاندرو موراليس |
|       | إسبانيا | مهاجم  | كارلوس لومبريراس  |
|       | إسبانيا | مهاجم  | دييغو أزنار       |
|       | إسبانيا | مهاجم  | خوان أسيرون       |

## موسم إلى موسم (الأحداث أ)

### الدوري الممتاز / دوري الشرف تحت 19 سنة
المواسم التي حصلت على كأسين أو أكثر تظهر بالخط العريض
| الموسم  | المستوى | المجموعة | المركز     | كأس ملك إسبانيا للشباب | الملاحظات                             |
| ------- | ------- | -------- | ---------- | ---------------------- | ------------------------------------- |
| 1986–87 | 1       |          | السادس     | ربع النهائي            |                                       |
| 1987–88 | 1       |          | السابع     | دور الـ16              |                                       |
| 1988–89 | 1       |          | الثاني     | نصف النهائي            |                                       |
| 1989–90 | 1       |          | السابع     | ربع النهائي            |                                       |
| 1990–91 | 1       |          | الثاني عشر | نصف النهائي            |                                       |
| 1991–92 | 1       |          | السادس     | دور الـ16              |                                       |
| 1992–93 | 1       |          | الخامس     | نصف النهائي            |                                       |
| 1993–94 | 1       |          | السادس عشر | غ/م                    | هبط                                   |
| 1994–95 | 2       | 2        | الأول      | غ/م                    | لا يوجد ترقصعود ية بسبب إعادة الهيكلة |

### قسم تكريم الشباب
المواسم التي حصلت على كأسين أو أكثر تظهر بالخط العريض
| الموسم  | المستوى | المجموعة | المركز       | كأس الملك للشباب | كأس الأبطال           | أوروبا/الملاحظات |
| ------- | ------- | -------- | ------------ | ---------------- | --------------------- | ---------------- |
| 1995–96 | 1       | 2        | الثالث       | دور الـ16        | غ/م                   | –                |
| 1996–97 | 1       | 2        | الثالث       | ربع النهائي      | غ/م                   | –                |
| 1997–98 | 1       | 2        | السادس       | غ/م              | غ/م                   | –                |
| 1998–99 | 1       | 2        | الخامس       | غ/م              | غ/م                   | –                |
| 1999–00 | 1       | 2        | الرابع       | غ/م              | غ/م                   | –                |
| 2000–01 | 1       | 2        | الأول        | نصف النهائي      | الفائز                | –                |
| 2001–02 | 1       | 2        | الرابع       | غ/م              | غ/م                   | –                |
| 2002–03 | 1       | 2        | الثاني       | ربع النهائي      | غ/م                   | –                |
| 2003–04 | 1       | 2        | الثالث       | الوصيف           | غ/م                   | –                |
| 2004–05 | 1       | 2        | الأول        | دور الـ16        | الثاني في مجموعة من 3 | –                |
| 2005–06 | 1       | 2        | الرابع       | غ/م              | غ/م                   | –                |
| 2006–07 | 1       | 2        | السادس       | غ/م              | غ/م                   | –                |
| 2007–08 | 1       | 2        | الثاني       | دور الـ16        | غ/م                   | –                |
| 2008–09 | 1       | 2        | الخامس       | غ/م              | غ/م                   | –                |
| 2009–10 | 1       | 2        | الثالث       | غ/م              | غ/م                   | –                |
| 2010–11 | 1       | 2        | الثالث       | دور الـ16        | غ/م                   | –                |
| 2011–12 | 1       | 2        | الرابع       | غ/م              | غ/م                   | غ/م              |
| 2012–13 | 1       | 2        | الثاني       | ربع النهائي      | غ/م                   | غ/م              |
| 2013–14 | 1       | الثاني   | الخامس       | غ/م              | غ/م                   | غ/م              |
| 2014–15 | 1       | الثاني   | الثالث       | غ/م              | غ/م                   | غ/م              |
| 2015–16 | 1       | الثاني   | الرابع       | غ/م              | غ/م                   | غ/م              |
| 2016–17 | 1       | الثاني   | الأول        | دور الـ16        | ربع النهائي           | غ/م              |
| 2017–18 | 1       | الثاني   | العاشر       | غ/م              | غ/م                   | غ/م              |
| 2018–19 | 1       | الثاني   | التاسع       | غ/م              | غ/م                   | غ/م              |
| 2019–20 | 1       | الثاني   | الثالث       | غ/م              | غ/م                   | غ/م              |
| 2020–21 | 1       | 2 –أ/ج   | الأول/الثاني | غ/م              | غ/م                   | غ/م              |
| 2021–22 | 1       | الثاني   | الثاني       | دور الـ16        | غ/م                   | غ/م              |
| 2022–23 | 1       | الثاني   | الرابع       | غ/م              | غ/م                   | غ/م              |
| 2023–24 | 1       | الثاني   | الثاني       | دور الـ32        | غ/م                   | غ/م              |

1. ↑  في مارس 2020، تم تعليق جميع المباريات بسبب جائحة كوفيد-19 في إسبانيا. في 6 مايو 2020، أعلن الاتحاد الملكي الإسباني لكرة القدم عن نهاية مبكرة للدوري، وإلغاء جميع الهبوطات، وإعلان كل متصدر قسم بطلاً وإلغاء كأس ملك إسبانيا للشباب وكأس الأبطال للموسم.[30]
2. ↑  لم تُقام بطولة كأس ملك إسبانيا للشباب في موسم 2020–21.
3. ↑  لم يُقام دوري أبطال أوروبا للشباب في موسم 2020–21.

## اللاعبين المشهورين
ومن بين الخريجين البارزين الذين مروا عبر نظام الشباب في طريقهم إلى تأسيس أنفسهم مع فريق أوساسونا الأول و/أو الأندية الأخرى:
آخر تحديث فبراير 2023
.
اللاعبون الحاليون في أوساسونا بالخط العريض، وسنة التخرج بين قوسين
| - إنريكي مارتين (1975) - روبرتو سانتاماريا (1981) - خوسيه أنخيل زيجاندا (1985) - Ion Andoni Goikoetxea (1985) - تكسومين لارينزار (1988) - إينيجو لارينزار (1989) - José Mari (1989) - سانتي كاستيليخو (1990) - سيزار كروتشاجا (1992) - خافيير لوبيز فاليخو (1992) - تكسومين ناجور اربيزو (1993) - سيزار بالاسيوس (1993) - خوسيه مانويل ماتيو (1994) - سانتياغو أزكويرو (1994) - ماريا لاكروز (1994) - تشيما (1994) - باتشي بونال (1994) - تيكو (1995) - خوسيتكسو (1995) - بابلو أوربايز (1996) | - إناكي مونوز (1997) - خوان إيليا (1997) - خوسيه إيزكويردو (1998) - ديفيد لوبيز (2001) - خافيير فلانيو (2001) - ميغيل فلانيو (2001) - إيناكي أستيز (2002) - راؤول غارسيا (2004) - أوير (2005) - خافي مارتينيز (2005) - سيزار أزبيليكويتا (2006) - روبرتو توريس (2007) - أوناي غارسيا (2011) - ديفيد غارسيا (2013) - ميجيل أولافيدي (2013) - ميكل ميرينو (2014) - ألكس بيرنجوير (2014) - كيكي بارخا (2014) - أيتور بونويل (2016) - جون مونكايولا (2017) - إيمار أوروز (2018) |

## الإنجازات

### المسابقات الوطنية
- قسم الشرف (المجموعة الثانية): (الدوري الإقليمي)
  - 0 (الرابطة الوطنية للشباب 1975 –86)
  - 3 2001، 2005، 2017 (الشكل الحالي منذ عام 1995)
- كأس الأبطال:
  - 0 (الوصيف 1989) (دوري السوبر للشباب / دوري الشرف تحت 19 سنة، دوري فردي، 1986–95)
  - 1 2001 (الشكل الحالي منذ عام 1995)
- كأس الملك: (منذ 1951)
  - الوصيف 1 مرة واحدة 2004[31]